# شبكات بريميير
شبكات بريميير (بالإنجليزية: Premiere Networks)‏ هي شركة إعلامية أمريكية، وهي شركة فرعية مملوكة بالكامل لأي هارت ميديا، والتي تعمل حاليًا كذراع توزيع وإنتاج المحتوى الإذاعي الأصلي.

## التاريخ
تأسست بريميير في عام 1987 باستثمار قدره 30 ألف دولار أمريكي (ما يعادل 68 ألف دولار أمريكي في عام 2020). ومن بين المؤسسين ستيف ليمان وتيم كيلي ولويز بالانكر وإد مان. أنتجت الشبكة ثلاثة برامج مع ما يقرب من 250 شركة تابعة. في عام 1992، دخلت بريميير في الاتفاقية مع ميديا بيس، ثم استحوذت على الشركة المذكورة لاحقًا في 1994.

## وصلات خارجية
- الموقع الرسمي لشبكات بريميير
- موقع بريمير للشبكات الهندسية (بالإنجليزية)